# Алілуя, я ледар
«Алілуя, я ледар» (англ. Hallelujah I'm a Bum) — американський мюзикл режисера Льюїса Майлстоуна 1933 року.

## Сюжет
Нью-йоркський бродяга (Джолсон) закохується в мера, яка має амнезію після порятунку її від спроби самогубства.

## У ролях
- Ел Джолсон — Бампер
- Медж Еванс — Джин Марчер
- Френк Морган — мер Джон Гастінгс
- Гаррі Ленгдон — «Розумник»
- Честер Конклін — Санді
- Едгар Коннор — «Жолудь»
- Тайлер Брук — секретар мера
- Луїза Карвер — Ма Санді
- Дороті Волперт — «Яблуко Мері»
- Таммані Янг — Франк Жокей